# ماکوبتسو، هوکایدو
ماکوبتسو، هوکایدو (به لاتین: Makubetsu, Hokkaido) یک منطقهٔ مسکونی در ژاپن است که در Tokachi Subprefecture واقع شده‌است. ماکوبتسو  ۲۷٬۳۱۰ نفر جمعیت دارد.